# Kinga Fabó
Kinga Fabó (Mezőtúr, 1 de noviembre de 1953-4 de marzo de 2021) fue una poeta, lingüista y ensayista húngara.

## Biografía
De 1972 a 1977 Fabó estudió filología inglesa en la Universidad Eötvös Loránd. De 1978 a 1980 fue profesora asociada de lingüística histórica en esa misma universidad y entre 1981 y 1986 trabajó como profesora asociada de lingüística en la Academia Húngara de Ciencias. Además fue escritora y poeta e investigó acerca de la filosofía del lenguaje y enfoques críticos de la literatura. Algunos de sus poemas han sido traducidos al inglés, esperanto y otros idiomas.

## Trabajos
- 1980: Értékváltozások a 19. század második felében (Cambios de valores en la segunda mitad del siglo XIX).
- 1984: Maradj még idegen (Quédese quieto un extraño), juego radiofónico, dirigido en 1995 por Ferenc Grunwalsky
- 1987: Un határon (En la frontera), ensayo.
- 1988: Anesztézia (Anæsthesia), poemas.
- 1992: Un fül (Una oreja), poemas
- 1994: Ellenfülbevaló (Pendientes), poemas.
- 1996: Elég, ha én tudom (Es suficiente, lo sé), poemas.
- 2002: Fojtott intenzitással, fojtottan (Sofocada, con sofocada intensidad), poemas

## Ensayos y estudios
- 1978: Gyakorító és mozzanatos képzôk a mai magyar nyelvben (Formas ejercitantes y modales en húngaro moderno)
- 1984: A szófajváltás (El cambio de género)
- 1985: Az aspektus egy lehetséges formális definíciója és jellemzése (Una posible definición y caracterización formal del aspecto)
- 1986: A nyelvhelyességi szabályok jellege (Naturaleza de las normas de corrección gramatical)
- 1986: Mindennapi élet, erkölcs, mûvészet (La vida cotidiana, la moral, el arte)
- 1993: Végrehajtja és elszenvedi. A hermeneutika mint a medialitás filozófiája (Se ejecutará y sufrirá. La hermenéutica como filosofía de la medialidad)
- 1995: Névadónak lenni megnevezett helyett. Kertész Imrérôl
- 1996: Egy lehetséges posztmodern filozófia (Una posible filosofía postmoderna)